# Paul Palmer
Paul Palmer (n. 18 octombrie 1974, Lincoln, Anglia, Regatul Unit) este un înotător britanic, medaliat olimpic. A participat la 3 ediții ale Jocurilor Olimpice (1992, 1996, 2000) în care a câștigat două medalii de argint.